# رود لوکولدی
لوکولدی یک رودخانه در جنوب شرقی آفریقا و در کشور تانزانیا واقع شده است. طول این رودخانه ۱۶۰ کیلومتر می‌باشد که میزان آن در حد فاصل مرز بین استان لیندی و استان امتوارا افزایش می‌یابد.
این رود در بخشهای شمالی و شرقی استان لیندی جریان دارد و دو فلات موئرا و ماکوند را از هم جدا می‌کند. در فصول خشک سال حجم آب آن به شکل قابل ملاحظه‌ای کاهش می‌یابد و تنها ۴۰ کیلومتر از سطح این رودخانه هرگز خشک نمی‌شود.